# Ken Wriedt
Kenneth Shaw "Ken" Wriedt (11 de julho de 1927 - 17 de outubro de 2010) foi um político australiano e ministro do governo de Gough Whitlam.